# 안토니오 이노키
안토니오 이노키(일본어: アントニオ 猪木 문화어: 안토니오 이노끼 / Inoki Antonio, 1943년 2월 20일 ~ 2022년 10월 1일)는 일본의 전 프로레슬링선수, 기업인이다. 본명은 이노키 간지(일본어: 猪木寛至 / Inoki Kanji, 문화어: 이노끼 간지)며 애칭은 안톤이다.

## 생애
1943년, 가나가와현 요코하마시의 유복한 가정에서 태어났지만 5세 무렵 아버지가 사망했으며 가계가 기울어 브라질로 이민을 갔다. 1960년 브라질에서 경기를 하던 역도산의 추천으로 일본으로 돌아와 역도산 문하에서 레슬링을 배우기 시작했다. 이해 9월 김일과 데뷔전을 치렀지만 김일에게 패배했다. 1963년 12월 역도산이 야쿠자의 칼에 맞아 숨을 거두자 미국으로 건너가 활약한 후 다시 일본으로 돌아와 도쿄 프로레슬링 소속으로 활약했다. 미국에서 생활할 때, 미국 여성과 결혼했다.
도쿄 프로레슬링이 도산하자 일본 프로레슬링으로 복귀해 활약했다. 1971년 여배우 바이쇼 미츠코와 결혼했다. 1972년, 일본 프로레슬링에 대항해 신일본 프로레슬링을 설립했다. 그리고, 타이거 제트 싱, 스탠 한센 등과 경기를 가졌다. 더욱이 WWF와의 제휴도 있어 사업은 순조로웠고, 일본 프로레슬링의 황금 시대를 이끌었다. 또 1976년에는 프로 권투 세계 헤비급 챔피언인 무하마드 알리와 대결하기도 했다.
1982년 이종격투기에 관심이 있었던 이노키는 간스이류 가라데라는 단체를 설립했다. 같은 해에 타이거 마스크의 원작자 가지와라 잇키와의 금전적 마찰로 감금 당하는 사건이 일어났다. 이에 대한 진상은 알려지지 않은 채 지나갔다. 1983년 IWGP 챔피언에 오르는 등, 순조롭게 진행된 듯 보였지만 신일본 프로레슬링의 자금난으로 타이거 마스크와 조슈 리키의 퇴단소동이 있었으며, 급기야 1987년 불륜 소동으로 처와 이혼하게 된다. 1989년, 정계 진출을 선언하고 스포츠 평화당을 창당, 제15회 참의원 의원 통상선거에 출마해서 당선되었다. 1994년 선거에서 낙선한 후 다시 링으로 돌아와 경기를 가졌다. 1998년, 도쿄 돔에서 열린 은퇴 경기에서 돈 프라이에 승리했다. 이후 이종격투기 품이 일자 프로듀서로 참가하는 등 격투기와의 연을 이어갔다. 2005년 자신이 가지고 있던 신일본 프로레슬링의 지분을 주식회사 유크스에 매각하는 등 사실상 신일본 프로레슬링의 경영에서 손을 뗐다.
하지만, 2007년 3월에는 IGF를 발촉하는 등 격투기에 대한 미련이 남아있어 계속 활동 중이다. 또, 그해《미치(道)》라는 자신의 명언에 곡을 붙여 발매했다. 2010년 미국 프로레슬링 단체 WWE의 명예의 전당에 스탠 한센의 추천으로 헌액되었다. 이후 2013년 일본의 극우 정당인 일본유신회에 입당하며 의회 선거에서 참의원 비례대표로 출마하여 당선되었다. 2014년 5월 소속 정당인 일본유신회 안에서 이시하라 신타로와 하시모토 도루가 결속당이라는 정당과의 합당에 있어서 이견을 보이며 동년 8월 유신당과 차세대당으로 분열되었고 이노키는 이시하라 계열의 차세대당에 참여하며 당적을 옮기게 되었다. 하지만 4달 뒤인 12월에 차세대당을 탈당하고, 2015년 1월 새로 창당된 정당인 일본을 건강하게 하는 모임이라는 정당에 입당하여 의원직을 수행했으며 2022년 10월 1일 오전 향년 79세에 심부전으로 생을 마감했다.